# Dion Mohammed Braimoh
Dion Mohammed Braimoh (* 14. April 1999 in Bremen) ist ein deutscher Basketballspieler.

## Lebenslauf
Nachdem Braimoh in der Jugend im Nachwuchs des Bundesligisten Werder Bremen Fußball gespielt hatte, wechselte er mit 14 Jahren zum Basketball. Von 2013 bis 2014 spielte Braimoh Basketball für 1860 Bremen. Als Jugendspieler weilte er kurz an der Urspringschule Schelklingen und in Karlsruhe.
Er wurde von 2015 bis 2017 im Nachwuchs des Bundesligisten EWE Baskets Oldenburg ausgebildet. Er spielte 2015/16 sowie 2016/17 für die zweite Mannschaft der BasketsAkademie WE/Oldenburger TB (2. Regionalliga), 2016/17 kam er des Weiteren zu sieben Einsätze in der 1. Regionalliga für die Mannschaft Weser Baskets Bremen/BTS Neustadt. Im September und Oktober 2017 bestritt Braimoh drei Kurzeinsätze für die Cuxhaven Baskets in der 2. Bundesliga ProB, kam im Verlauf der Saison 2017/18 auf 14 Einsätze (10,6 Punkte/Spiel) für die Weser Baskets Bremen/BTS Neustadt in der 1. Regionalliga sowie drei Spiele mit einem Punkteschnitt von 27 je Begegnung für die BSG Bremerhaven (2. Regionalliga).
In der Saison 2018/19 gaben dann die Wiha Panthers Schwenningen, Aufsteiger in die 2. Bundesliga ProB, Braimohs Verpflichtung bekannt. Er kam für Schwenningen auf 17 ProB-Einsätze, in denen er insgesamt 15 Punkte erzielte. Er schaffte mit der Mannschaft als ProB-Neuling den Doppelaufstieg in die 2. Bundesliga ProA.
Zwischen September 2019 und April 2021 gehörte Braimoh der Mannschaft der MTB Baskets Hannover in der 1. Regionalliga an. In der Saison 2019/20 kam Braimoh für Hannover in 20 Spielen zum Einsatz und erzielte in der 1. Regionalliga einen Mittelwert von 4,9 Punkten je Begegnung. 2020/21 bestritt er drei weitere Regionalliga-Spiele für die Mannschaft, kam auf 3,2 Punkte je Begegnung, ehe die Saison aufgrund der Covid-19-Pandemie frühzeitig abgebrochen werden musste. 
Er wechselte in der Sommerpause 2021 zu den White Wings Hanau in die 2. Bundesliga ProB und kehrte damit in den Profibereich zurück. In der Rückrunde der Saison 2021/22 stieg seine Einsatzzeit in Hanau deutlich an, er kam im Spieljahr 2021/22 insgesamt auf 21 Einsätze in der ProB, erzielte im Durchschnitt 9 Punkte je Begegnung und verhalf seinem Verein damit zum Einzug in die Play-offs.
In der Sommerpause 2022 ging er zur BBG Herford (Aufsteiger in die 2. Bundesliga ProB). Er verließ die Mannschaft im Oktober 2022 nach vier Einsätzen (im Schnitt 8,3 Punkte je Spiel) wieder. Im Januar 2023 schloss sich Braimoh dem niedersächsischen Regionalligisten TSV Neustadt an. Für die Mannschaft erzielte er bis zum Ende der Saison 2022/23 in sechs Spielen einen Mittelwert von 14,5 Punkten je Begegnung.
In der Saison 2023/24 spielte er aufgrund einer Operation nicht, im September 2024 gab Regionalligist Aschersleben Tigers BC seine Verpflichtung bekannt. In elf Regionalligaspielen erzielte er für Aschersleben im Durchschnitt 22,8 Punkte je Begegnung. Zu Beginn des Jahres 2025 wechselte Braimoh zum ETB Essen in die 2. Bundesliga ProB.